# Выгодский, Александр Гаврилович
Александр Гаврилович Выгодский (1915 — октябрь 1941) — историк, литературовед, составитель сборника «Карл Маркс об искусстве» (в 2-х тт., 1941, несколько переизданий).

## Биография
С первых дней Великой Отечественной войны Выгодский ушёл в ополчение, пропал без вести в октябре 1941 года под Ленинградом (по другим данным — под Смоленском). Нина Яковлевна Дьяконова, дружившая с ним со студенческих времен описывает эти события так:

Наступила война. Шура погиб в первые же дни. Он был заведующим литературным отделом Ленинградского радиовещания. На нем лежала «тяжелая бронь». Он её с большим трудом снял, подсунув на свое место полуслепого Волю Римского. Характерен его последний разговор с матерью. Он ей сказал: «Если ты скажешь, что ты меня не можешь отпустить, я останусь, но знай, что я никогда больше не смогу себя уважать». И она поняла, что его надо отпустить. В начале июля он был убит под Смоленском.

## Семья
- Отец — Гавриил Ефимович Выгодский (1863—1939), офтальмолог, глазной хирург, учёный-медик.
- Мать — Раиса Соломоновна Выгодская[3] (в девичестве Потруховская[4], 1881[5] — 1973)[6][7], певица, в 1930-х годах преподаватель иностранных языков в Ленинградской консерватории, Военно-морском училище имени М. В. Фрунзе и на Специальных курсах усовершенствования командного состава Военно-морских сил РККА[5]. Семья проживала на Университетской набережной, № 21; ей также принадлежал дом по улице Марата, № 64 (бывший особняк Е. М. Скворцова, выстроенный в 1873 году)
  - Сестра — Ирина Гавриловна Подзорова (18.12.1909—02.12.1999); её муж — военный врач Николай Александрович Подзоров (1897—1947), заместитель директора Ленинградского стоматологического института (1939), профессор, полковник медицинской службы.
- Дядя — Лазарь Ефимович Выгодский, также был врачом в Харькове.
- Дядя — Яков Ефимович Выгодский (1857—1941), российский и литовский врач, еврейский общественный и политический деятель. Погиб во время оккупации Вильнюса в 1941 году.
- Двоюродная сестра — Евгения Максимовна Колпакчи, филолог-японист.
- Двоюродная сестра — Александра Яковлевна Бруштейн, писательница.
- Двоюродный брат — Семён Яковлевич Выгодский (1892—1956), инженер-гидростроитель.